# Bernard II (biskup lubuski)
Bernard (XII wiek) – jeden z pierwszych biskupów lubuskich. Jedyną wzmianką źródłową o nim jest zapiska obituarna w nekrologu klasztoru św. Wincentego na Ołbinie o jego zgonie w dniu 4 października lub 9 grudnia nieznanego roku. Przypuszczalnie sprawował swój urząd w II połowie XII wieku, jako następca Stefana (zm. 1156?) i poprzednik biskupa Gaudentego, uczestnika synodu w Łęczycy w 1180.